# 金山寺幢竿支柱

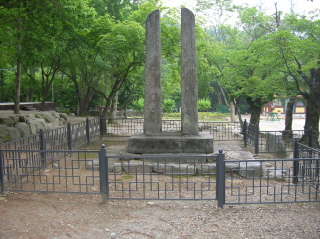
金山寺幢竿支柱

金堤金山寺幢竿支柱（韓語：김제 금산사 당간지주）位於全北特別自治道金堤市金山寺金山面28-3處，屬於統一新羅時代，1963年1月21日被指定為大韓民國第28號寶物。

## 概要
當寺廟慶典時，會於寺廟入口處以幢竿來懸掛旗子，而幢竿支柱就是為了支撐幢竿而在寺廟左右兩旁所豎立的柱子。
金山寺境內的幢竿支柱高3.5公尺，支柱南北相對而立。支柱的基壇共有六塊長的石頭做修飾，並且上頭放置兩塊石頭。在基壇上方放置幢竿架子的支柱之間有一個圓形雕刻的架子，架子周圍雖然有雕刻，但卻沒有太特別的點綴。 雖然兩根支柱的內側沒有任何雕刻，但支柱外側周圍卻刻有著浮雕的花紋。支柱的上層由內側到外側以垂墜的線條修飾著。而為了固定幢竿，分別在支柱的上、中、下三個地方挖孔。支柱上三個孔的特色為統一新羅時代的一項建築特徵，而此特色也同時可在慶州普門寺址幢竿支柱(寶物編號123號) 與益山彌勒寺址幢竿支柱 (寶物編號 236號)中看得到。
基壇與幢竿底座這種完美的作品，以及支柱表面刻有各式各樣出色的花紋雕刻, 金堤金山寺的幢竿支柱可說是韓國幢竿支柱中最完美且周全的幢竿樣式。此幢竿支柱為統一新羅時代全盛時期，八世紀後半所興建的產物。